# Dachdichtungsbahn
Eine Dachdichtungsbahn ist eine ausrollbare Bahn zur Herstellung von Dachabdichtungen. 
Der Begriff wird in der Fachliteratur für Dachpappe, d. h. Bitumenbahnen und Polymerbitumenbahnen verwendet, deren Flächengewicht im Unterschied zu Bitumen-Schweißbahnen nicht groß genug ist, um durch Erhitzen direkt verschweißt zu werden.
Sie werden stattdessen je nach Anwendung lose aufgelegt und beschwert bzw. genagelt oder im Gießverfahren oder Bürstenstreichverfahren durch Bitumenklebemasse vollflächig mit dem Untergrund verklebt.
Bitumen- und Polymerbitumen-Dachdichtungsbahnen bestehen aus einer mit Bitumen bzw. Polymerbitumen getränkten Trägerschicht, beidseitigen Deckschichten aus Bitumen bzw. Polymerbitumen und einer beidseitigen Besandung oder einer unterseitigen Besandung und oberseitigen Beschieferung. Demgegenüber besitzen kaltselbstklebende Bitumen-Dichtungsbahnen sowie Schweißbahnen unterseitig eine Talkumschicht, Trennfolie oder lediglich die Klebeschicht. Die Trägerschicht kann ein Glasfaservlies, ein Polyestervlies oder ein Jutegewebe sein.
Darüber hinaus werden manchmal auch andere Dichtungsbahnen wie Kunststoff- oder Elastomer-Dichtungsbahnen als Dachdichtungsbahnen bezeichnet.
Dachdichtungsbahnen können außer für die Dachabdichtung auch für die Abdichtung von erdberührten Außenwänden und Nassräumen verwendet werden. Kunststoff-Dichtungsbahnen finden darüber hinaus auch bei der Anlage von Teichen, im Tunnel- und Deponiebau Anwendung.